# Pandemia de COVID-19 en Georgia (Estados Unidos)
Los primeros casos de la pandemia de enfermedad por coronavirus en Georgia, estado de los Estados Unidos, inició el 2 de marzo de 2020. Hay 60.912 casos confirmados y 2.605 fallecidos.

## Cronología

### Marzo
El 2 de marzo, los funcionarios estatales anunciaron los primeros dos casos conocidos en Georgia: un hombre del condado de Fulton de unos 50 años y su hijo adolescente que había regresado el 22 de febrero de un viaje a Milán, Italia.
El 6 de marzo, los funcionarios de salud pública informaron un presunto caso positivo que involucraba a una mujer de 46 años en el condado de Floyd que parecía no tener relación con los viajes internacionales.
Unas 20 personas contrajeron el virus en los funerales celebrados en la misma casa funeraria el 29 de febrero y el 7 de marzo en Albany. El departamento de salud del estado notificó a la funeraria el 13 de marzo sobre la posible exposición al virus durante los funerales. La ciudad lideró el estado en muertes por COVID-19 y tuvo una de las tasas de infección más altas del país, con el brote vinculado a los funerales.
El 8 de marzo, el gobernador Brian Kemp anunció que varios estadounidenses en el crucero Grand Princess, incluidos 34 georgianos, serían "transferidos de forma segura" a la Base de la Reserva Aérea de Dobbins para pruebas y cuarentena el 9 o 10 de marzo. Esa noche, dijo Kemp cuatro georgianos hospitalizados actualmente habían sido examinados para detectar COVID-19, y el Departamento de Salud Pública de Georgia esperaba la confirmación de los CDC; una persona era residente del condado de Cherokee, dos eran residentes del condado de Cobb y uno era residente del condado de Fulton.
El 10 de marzo, el Departamento de Salud Pública reportó cinco casos adicionales, con lo que el total del estado fue de 22. La mayoría de los casos fueron en el Condado de Cobb (7 casos) y el condado de Fulton (6 casos). El 11 de marzo, el estado anunció nueve casos más, haciendo presumir el total de 31, con doce confirmados.
El 12 de marzo, la oficina del gobernador reportó la primera muerte en el estado de Georgia relacionada con la pandemia: el hombre de 67 años que tenía problemas de salud subyacentes. Había asistido al funeral celebrado en Albany el 29 de febrero. Un trabajador de un comedor en la Base Moody de la Fuerza Aérea, cerca de Valdosta, dio positivo por el virus, lo que provocó el cierre temporal de la instalación para su limpieza.
El 15 de marzo, la alcaldesa de Atlanta, Keisha Lance Bottoms, declaró el estado de emergencia en la ciudad y prohibió las reuniones públicas de más de 250 personas.
El 24 de marzo, el gobernador de Georgia, Brian Kemp, ordenó el cierre de todos los bares y clubes.

## Respuesta gubernamental
Se instó a todos los legisladores estatales y a los miembros de su personal a realizar la cuarentena el 18 de marzo después de que el senador estatal Brandon Beach dio positivo. Beach había mostrado síntomas durante casi una semana, y a pesar de saber que su prueba de coronavirus estaba pendiente, se fue a trabajar al capitolio estatal el 16 de marzo cuando se aprobó la legislación de emergencia. Beach explicó en una entrevista que "estaba autorizado para volver a sus deberes normales" y agregó que "[i] n ninguna forma o forma [él] expondría intencionalmente a nadie". El gobernador Kemp, que también estuvo potencialmente expuesto, dijo que no se sometería a cuarentena ni se haría la prueba porque su tiempo con otros estaba "severamente limitado" y que "nunca interactuó con ningún legislador".
Kemp ha enfrentado críticas de que sus esfuerzos para detener la propagación de la COVID-19 no son lo suficientemente contundentes. En un "ayuntamiento" de televisión en horario estelar, el 26 de marzo, se transmitió simultáneamente en todas las principales estaciones de la red de Atlanta, así como por Georgia Public Broadcasting, miembro de PBS en todo el estado, y más de 140 estaciones de radio en todo el estado.
El 28 de marzo, el principal asesor del gobernador Kemp, Tim Fleming, dijo en las redes sociales que "[los] medios de comunicación y algunos en la profesión médica están vendiendo estos modelos y proyecciones del fin del mundo ... Esto a su vez ha provocado el pánico de las personas y los gobiernos locales en todo nuestro país". reacción exagerada del estado. Como resultado de su extralimitación, muchas pequeñas empresas tendrán dificultades y algunas no volverán a abrir ". Al mismo tiempo, el alcalde de Atlanta, Bottoms, advirtió que se proyecta que los hospitales de la ciudad estén "llenos más allá de su capacidad" para el 3 de mayo, y Toomey dijo que la situación "empeoraría mucho".
El 2 de abril, el gobernador Kemp emitió una orden de refugio en todo el estado, diciendo que acababa de enterarse "en las últimas 24 horas" de que las personas infectadas con COVID-19 podían transmitir la enfermedad incluso si no presentaban síntomas. Sin embargo, los documentos muestran que los funcionarios estatales fueron advertidos sobre la llamada transmisión comunitaria desde el 2 de marzo.
El gobernador Kemp emitió una orden que entró en vigencia el 3 de abril suspendiendo los mandatos locales de refugio en el lugar, reabriendo las playas siempre que la gente se mantenga a seis pies de distancia.
El 8 de abril, el Gobernador Kemp extendió el refugio estatal en orden hasta fines de abril. Hasta el 21 de abril, el estado tenía más de 20,000 casos confirmados y el Instituto de Medición y Evaluación de la Salud predijo ese día que el 19 de junio sería la primera fecha segura para que Georgia relaje sus medidas de distanciamiento social.
No obstante, el gobernador Kemp anunció el 20 de abril que muchas empresas podrían reabrir el 24 de abril, incluidos "gimnasios, peluquerías, boleras y salones de tatuajes", y los restaurantes y cines podrán reabrir el 27 de abril. Esta medida trajo una condena generalizada desde dentro y fuera de Georgia, con la alcaldesa de Atlanta Keisha Lance Bottoms diciendo que "continuará pidiendo a los habitantes de Atlanta que se queden en casa"; Stacey Abrams, la candidata a gobernador del Partido Demócrata de 2018, calificó la reapertura de "peligrosamente incompetente"; e incluso el presidente Trump (que de otro modo había estado abogando por levantar las órdenes de quedarse en casa, especialmente en estados con gobernadores demócratas) la conferencia de prensa del 22 de abril de que Georgia "puede esperar un poco más ... la seguridad tiene que predominar".

## Impacto

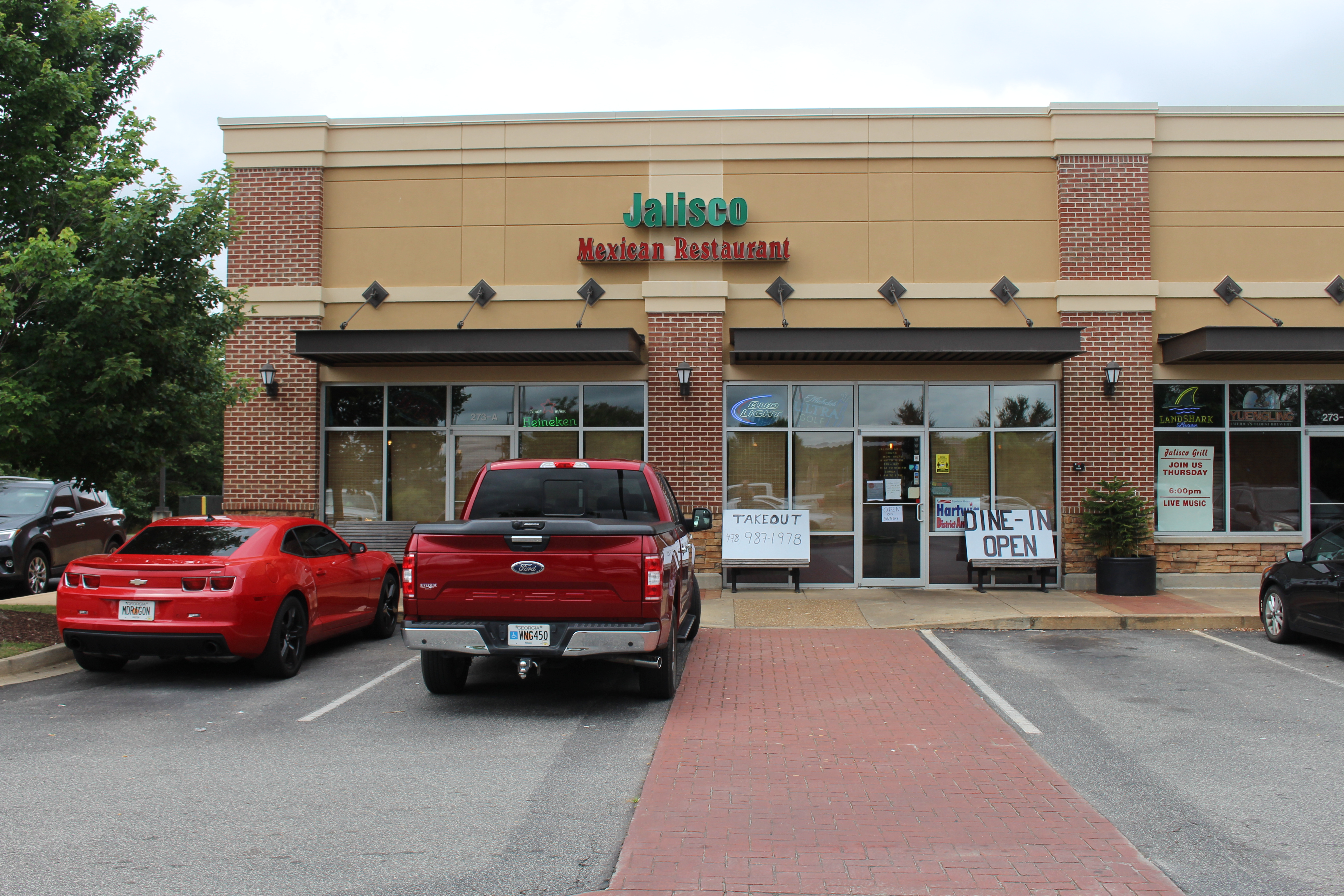
El Jalisco Mexican Restaurant en Perry, capital del condado de Houston, fue uno de los primeros centros de comida que reabrieron en junio desde que se relajo las políticas de inmovilización en el estado.

### En la economía
Durante la semana del 16 al 20 de marzo, las solicitudes de prestaciones por desempleo en Georgia aumentaron en un 400%. Las empresas y los trabajadores de todas partes se han visto afectados.

### En la política
Las elecciones presidenciales demócratas de Georgia se programaron originalmente para el 24 de marzo de 2020, pero se trasladaron al 19 de mayo. El 24 de marzo, el Secretario de Estado Brad Raffensperger anunció que todos los votantes registrados recibirían por correo los formularios de solicitud de boletas en ausencia. El presidente de la Cámara de Representantes de Georgia, David Ralston, quería posponer aún más las elecciones al menos hasta el 23 de junio, pero Raffensperger insistió en que la fecha de mayo continuaría, diciendo que su plan "mantiene la integridad de la votación, al tiempo que prioriza la salud y la seguridad de los votantes de Georgia".
El 10 de marzo, el senador estatal por Brandon Beach comenzó a mostrar síntomas de COVID-19 y fue examinado el 14 de marzo. Sin embargo, asistió a una sesión especial de la legislatura el 16 de marzo antes de que los resultados de su examen llegaran el 18 de marzo, mostrando que había dado positivo. Todo el senado del estado de Georgia, su personal y el vicegobernador Geoff Duncan entraron en cuarentena hasta el 30 de marzo.

### En el deporte
La mayoría de los equipos deportivos del estado se vieron afectados. Varias ligas comenzaron a posponer o suspender sus temporadas a partir del 12 de marzo. Major League Baseball canceló el resto del entrenamiento de primavera en esa fecha, y el 16 de marzo, anunciaron que la temporada se pospondrá indefinidamente, después de las recomendaciones de los CDC para restringir los eventos de más de 50 personas durante las próximas ocho semanas, afectando a los Atlanta Braves. También el 12 de marzo, la Asociación Nacional de Baloncesto anunció que la temporada se suspendería por 30 días, lo que afectaría a los Atlanta Hawks.
La NCAA también canceló todos sus torneos restantes para el año académico, incluido el Torneo de Baloncesto Masculino de la División I 2020 de la NCAA, cuyas semifinales y el juego de campeonato fueron originalmente organizados por Atlanta.
The Masters, que se celebran anualmente en Augusta, se pospusieron y se reprograman tentativamente para el 12 y 15 de noviembre de 2020.

### En el entretenimiento
La producción itinerante de Hamilton, originalmente programada para tocar en el Fox Theatre en abril, trasladó sus fechas del 4 de agosto al 5 de septiembre, lo que provocó que la producción de Ain't Too Proud se trasladara más adelante en la temporada y para un concierto de Blackberry Smoke con The Wild Feathers y una aparición de Iliza Shlesinger que se pospondrá.

### En el sistema judicial
A los grandes jurados no se les permitió reunirse hasta el 12 de junio, lo que en consecuencia retrasó una revisión sobre si los cargos deberían presentarse en el tiroteo donde pereció Ahmaud Arbery, un hombre afroestadounidense, en febrero.